# WTCC i Tjeckien
FIA WTCC Race of the Czech Republic var den tjeckiska deltävlingen av FIA:s världsmästerskap i standardvagnsracing, World Touring Car Championship. Deltävlingen kördes mellan säsongen 2006 och 2011 på Masaryk Circuit, cirka en mil utanför staden Brno. Tävlingen försvann från kalendern till säsongen 2012.

## Säsonger
| År   | Bana            | Race | Segrare förare                       | Segrare modell               | Rapport              |
| ---- | --------------- | ---- | ------------------------------------ | ---------------------------- | -------------------- |
| 2011 | Masaryk Circuit | 1 2  | Robert Huff Yvan Muller              | Chevrolet Cruze 1.6T         | WTCC i Tjeckien 2011 |
| 2010 | Masaryk Circuit | 1 2  | Robert Huff Andy Priaulx             | Chevrolet Cruze LT BMW 320si | WTCC i Tjeckien 2010 |
| 2009 | Masaryk Circuit | 1 2  | Alessandro Zanardi Sergio Hernández  | BMW 320si                    | WTCC i Tjeckien 2009 |
| 2008 | Masaryk Circuit | 1 2  | Alessandro Zanardi Gabriele Tarquini | BMW 320si SEAT León TDi      | WTCC i Tjeckien 2008 |
| 2007 | Masaryk Circuit | 1 2  | Félix Porteiro Jörg Müller           | BMW 320si                    | WTCC i Tjeckien 2007 |
| 2006 | Masaryk Circuit | 1 2  | Jörg Müller Robert Huff              | BMW 320si Chevrolet Lacetti  | WTCC i Tjeckien 2006 |